# Усть-Ордынский
Усть-Орды́нский (бур. Харгана; Ордын Адаг) — посёлок в Иркутской области России. Административный центр Усть-Ордынского Бурятского округа — административно-территориальной единицы с особым статусом в Иркутской области, административный центр Эхирит-Булагатского района. Образует сельское поселение муниципальное образование «Усть-Ордынское».

## География
Посёлок расположен в долине реки Куды (притока Ангары), преимущественно на правом берегу, в 62 км к северо-востоку от Иркутска. В пределах поселка в реку Куда впадают несколько небольших речушек, в том числе Ордушка (Орда), в честь которой и назван посёлок, Идыга, Кулункунка. В пределах поселка ландшафт равнинный, с несколькими небольшими возвышенностями. С запада и востока посёлок окружен грядами холмов высотой до 718 м. В 3 км севернее поселка находится гора Булен, являющаяся историческим и культовым местом.
Климат
Климат резко континентальный. Зима малоснежная, холодная. Средняя температура января −23 °С, июля +21 °С. Осадков около 300 мм в год.
| Показатель                                                                  | Янв.  | Фев.  | Март  | Апр. | Май  | Июнь | Июль | Авг. | Сен. | Окт. | Нояб. | Дек.  | Год  |
| --------------------------------------------------------------------------- | ----- | ----- | ----- | ---- | ---- | ---- | ---- | ---- | ---- | ---- | ----- | ----- | ---- |
| Средний суточный максимум, °C                                               | −17,8 | −14,2 | −3    | 7,9  | 17,4 | 23,2 | 24,6 | 22,1 | 15,7 | 6,2  | −6    | −14,7 | 5,1  |
| Средний суточный минимум, °C                                                | −28,9 | −27,6 | −17,8 | −6,2 | 0,6  | 7,5  | 11,4 | 8,8  | 1,7  | −6,7 | −17,9 | −25,5 | −8,4 |
| Норма осадков, мм                                                           | 5     | 4     | 4     | 8    | 19   | 48   | 81   | 70   | 31   | 12   | 9     | 10    | 301  |
| Источник: Росгидрометцентр. meteoinfo.ru. Дата обращения: 18 сентября 2020. |       |       |       |      |      |      |      |      |      |      |       |       |      |

## История
Возникновение
Существует легенда, что в начале XIX века разнесся слух,[где?] что в далекой Витимской тайге найдено золото. Житель улуса Кукунут Хахалов решил поселить своего сына Бадму на дороге. Женил его на тугутуйской девушке Анне, но так как отец не соглашался отдать дом за некрещеного бурята, Бадму перед свадьбой окрестили. Тугутуйский поп при крещении дал ему имя Петр и присвоил свою фамилию Татаринов. Осматривая местность для поселения, Петр, с пренебрежением заметил: «Ну и место, кругом болото, грязь, хархана (кустарник). (Это слово дало впоследствии название деревне — Харанхай)». «Ничего, сынок, — ответил ему отец,- зато здесь будет золотое дно». Люди проходили это место, выбрали место посуше - у слияния Ордынки поставили избушку, кузницу, баню.
Существует и вторая версия образования поселка.
Ученый-топонимист М. П. Мельхеев в своем труде «Географические названия Восточной Сибири», отмечал, что до 1837 года это было бурятское село Хужир (в переводе — «солончак», «солонец»). Название это связано с большой засоленностью почв в окрестностях села, когда в сухую погоду земля покрывается белёсоватым налётом соли. Рядом с Хужиром ещё в начале XIX века находилась Усть-Ордынская почтовая станция в один двор, которая ещё называлась Швед, так как когда-то станцию содержал некий шведский военнопленный. Со временем село, по устью реки Ордушки, основанное как первоначальный пункт, почтовая станция, стало разрастаться и преобразовалось в аймачную столицу.
Аймачный центр
Со времени образования Эхирит-Булагатского аймака в 1918 году административными центрами поочередно являлись села Ользоны и Баяндай. Но в связи с их неудобным местонахождением центральные аймачные учреждения были переведены в Усть-Орду.
«Признать село Усть-Орда административным, экономическим и политическим центром» — такое постановление было принято президиумом Эхирит-Булагатского райком РКП(б) от 5 января 1925 года. С того времени статус Усть-Орды изменился. В аймачный центр устремились частные мелкие торговцы, многие желающие жить здесь и работать.
Здесь, уже в двадцатые годы, были налицо все преимущества перед другими сёлами аймака. Усть-Орда являлась экономическим центром: сюда стекалось на базар население для сбыта и покупки продуктов сельского хозяйства, здесь находились мощная потребительская кооперативная лавка, правление сельскохозяйственного кооперативно-кредитного товарищества.
Выгодным было и географическое положение Усть-Орды, расположенной близко к Иркутску, на путях пересечения огромного большинства булагатских и эхиритских родов. Ольхонский тракт проходил параллельно Усть-Орде всего лишь в 8 верстах, что давало широкую возможность населению аймака посещать по своим делам административный центр. Открылась средняя школа, в этом же году началось строительство больницы.
7 марта 1928 года в клубе села начал работать радиоприёмник.
22 сентября 1928 года состоялось открытие Усть-Ордынской больницы на 50 коек. В этот период в больнице работают уже 14 врачей и 17 медсестёр.
Одним из первых в Усть-Opдe было построено здание для заключённых, называющееся тогда арестным домом. Но по окончании строительства, принимая во внимание, что «в центре нет подходящих зданий под школу, больницу и в виду острого жилищного кризиса» решили передать здание Райкому PKП(б), также в нём разместились РЛКСМ и библиотека.
Окружной центр
В сентябре 1937 года одновременно с разделением Восточно-Сибирского края на Иркутскую и Читинскую области в Иркутской области был образован Усть-Ордынский Бурят-Монгольский (впоследствии Усть-Ордынский Бурятский) автономный округ. К моменту образования округа в Усть-Орде, хоть и бывшей к тому времени центром Эхирит-Булагатского аймака, возможностей «принять» на себя обязанности «столицы» округа было очень мало. Здесь, кроме исполкома Булагатского аймачного совета имелись Управление шоссейной дороги Иркутск-Качуг, МТС, колхоз «Красная Усть-Орда», контора Эхирит-Булагатского аймачного потребсоюза, небольшой маслозавод и др.
В сравнительно короткий срок — за 1938—1941 гг. Усть-Орда значительно выросла: появились целые улицы из домов, перевезённых из разных мест, началось новое строительство служебных и жилых зданий для учреждений и предприятий социально-культурного назначения.
В течение 1938 года при оргкомитете были сформированы такие органы управления, как плановый, земельный отделы, отделы коммунального хозяйства, народного образования, торговли, здравоохранения, окружной архив и др. В Усть-Орде появились окружные прокуратура, суд, милиция, УНКВД, военкомат и другие учреждения.
В 1938 году Восточно-Сибирским отделением гражданской авиации в Усть-Орде был открыт аэропорт.
К 1941 году посёлок стал самым крупным по числу жителей в округе. Здесь по состоянию на конец 1940 года, проживало около 5 тысяч человек.
Указом Президиума Верховного Совета РСФСР от 27 марта 1941 года село Усть-Орда Эхирит-Булагатского аймака (района) Усть-Ордынского Бурят-Монгольского национального округа Иркутской области, отнесен к разряду рабочих поселков с присвоением ему наименования — рабочий посёлок Усть-Ордынский.
В 1944 году в Усть-Орде были открыты драматический театр и краеведческий музей. Первым директором музея стал А.Улаханов. Для массового посещения музей был открыт уже после войны. Окружной театр в 1944 году работал над постановкой двух спектаклей на бурятском языке народного артиста СССР Цыденжапова «Снайпер» и «Сын народа», давал спектакли и театральные концерты в Усть-Орде, аймачных центрах, в улусах и деревнях округа.
В 1956 году в окружном центре был открыт кинотеатр «Эрдэм» со зрительным залом на 300 человек.
В 1957 году построена новая баня.
В 1958 году открылась новая воздушная линия «Усть-Орда — Иркутск», стала работать полуавтоматическая телефонная станция, состоялось открытие детской музыкальной школы, был построен магазин «Гастроном».
В 1959 году открыт Дом пионеров.
В сентябре 1961 года в поселке открылась первая в округе восьмилетняя школа-интернат на 100 человек.
В октябре 1961 года в нём впервые в округе началась демонстрация широкоформатных фильмов.
В 1962 году построен дом культуры.
В 1964 году посёлок получил трехэтажную среднюю школу № 1.
С 1964 года начали строить типовой больничный комплекс на 250 коек.
В 1972 году была сдана поликлиника на 500 посещений в день.
Построенные позже административные здания окружкома партии, окрисполкома, поссовета, райпо, магазин «Юбилейный», кафе «Уряал», гостиница, комбинат бытового обслуживания сделали облик поселка городским.
С 1992 года имеет статус сельского населённого пункта.

## Население
| 1939    | 1959    | 1970    | 1979    | 1989    | 2002    | 2010    |
| ------- | ------- | ------- | ------- | ------- | ------- | ------- |
| 4692    | ↗7463   | ↗10 693 | ↗11 719 | ↗13 030 | ↗14 335 | ↗14 891 |
| 2011    | 2012    | 2013    | 2014    | 2015    | 2016    | 2017    |
| ↘14 836 | ↘14 644 | ↘14 456 | ↘14 314 | ↗14 401 | ↗14 510 | ↗14 557 |
| 2018    | 2019    | 2020    | 2021    |         |         |         |
| ↗14 736 | ↗15 015 | ↗15 278 | ↗15 364 |         |         |         |

## Социальная сфера
Учреждения культуры
В поселке работает одна библиотека — Национальная библиотека им. М. Н. Хангалова. 
Действует кинотеатр «Эрдэм» и Дом культуры «Наран».
Музеи
Государственный Национальный музей Усть-Ордынского Бурятского автономного округа. (Основан в 1944 году, улица Ленина, 6) — располагается в деревянном здании, постройки 30-х годов XX века. Музейная экспозиция отображает историю, культуру, религию с древнейших времён до настоящего периода. На территории музея находится комплекс под открытым небом «Бурятская крестьянская усадьба», где проводятся этнографические праздники..
Учебные заведения
В поселке работают три общеобразовательных школы: № 1 им. В. Б. Борсоева, № 2 им. И. В. Балдынова и № 4, начальная школа, профессиональное училище № 59, медицинский колледж.
Работают учреждения дополнительного образования: музыкальная школа, художественная школа, центр детского творчества.

## СМИ
Цифровое эфирное телевидение
Мультиплекс РТРС-1 и РТРС-2

## Тубдэн Даржалин
В 2011 году открыт дацан Тубдэн Даржалин («земля, способствующая развитию»).